# Сен-Леже-де-Ліньєр
Сен-Леже-де-Ліньєр (фр. Saint-Léger-de-Linières) — муніципалітет у Франції, у регіоні Пеї-де-ла-Луар, департамент Мен і Луара. Сен-Леже-де-Ліньєр утворено 1 січня 2019 року шляхом злиття муніципалітетів Сен-Жан-де-Ліньєр i Сен-Леже-де-Буа. Адміністративним центром муніципалітету є Сен-Леже-де-Буа. Населення — 3804 особи (01.01.2021).